# Bombus rotundiceps
Bombus rotundiceps är en biart som beskrevs av Heinrich Friese 1916. Den ingår i släktet humlor och familjen långtungebin. Inga underarter finns listade.

## Beskrivning
Arten har svart huvud, övervägande svart mellankropp med vita sidor, bakkroppens två första tergiter (och ibland mittdelen av den tredje) gula, samt resten av bakkroppen orange.

## Ekologi och utbredning
Humlan är en relativt lågflygande bergsart som finns på höjder mellan 760 och 1350 meter. Den förekommer i de indiska delstaterna Himachal Pradesh, Uttarakhand, Sikkim, Västbengalen (distriktet Darjeeling) och Meghalaya, samt i Nepal, Myanmar, sydvästra Kina, Laos och Thailand. Den förmodas även förekomma i Bhutan och den indiska delstaten Arunachal Pradesh.